# Julianka (województwo śląskie)
Julianka – wieś w Polsce położona w województwie śląskim, w powiecie częstochowskim, w gminie Przyrów.
W latach 1975–1998 miejscowość administracyjnie należała do województwa częstochowskiego.
We wsi znajduje się stacja kolejowa Julianka. 
3 listopada 1976 w katastrofie kolejowej zginęło tam 26 osób, a 120 było rannych. Kiedy pociąg do Wrocławia wjeżdżał na położoną ok. 5 km od Julianki górkę, drużyna trakcyjna pociągu - będąca pod wpływem alkoholu - zasnęła i pociąg stoczył się w dół z powrotem. Nabrał dużej prędkości i uderzył w stojący na stacji i czekający na wolny tor pociąg na Hel. Ostatni wagon pociągu jadącego do Wrocławia został zmiażdżony.
Na terenie wsi Śmiertelna Struga uchodzi do Wiercicy.